# Cratere Beer (Luna)
Beer è un cratere lunare di 9,06 km situato nella parte nord-occidentale della faccia visibile della Luna.
Il cratere è dedicato all'astronomo tedesco Wilhelm Beer.

## Crateri correlati
Alcuni crateri minori situati in prossimità di Beer sono convenzionalmente identificati, sulle mappe lunari, attraverso una lettera associata al nome.
| Beer | Coordinate           | Diametro (in km) |
| ---- | -------------------- | ---------------- |
| A    | 27°16′12″N 8°37′12″W | 3,55             |
| B    | 25°40′48″N 9°03′00″W | 2,47             |
| E    | 27°50′24″N 7°51′00″W | 2,98             |